# هنري جونسون (جندي)
هنري جونسون (بالإنجليزية: Henry Johnson)‏ (و. 1892 – 1929 م) هو جندي، من الولايات المتحدة الأمريكية، ولد في وينستون-سالم، كارولاينا الشمالية، توفي في واشنطن العاصمة، عن عمر يناهز 37 عاماً.

## الخدمة العسكرية
خدم في القوات البرية للولايات المتحدة.

## جوائز
حصل على جوائز منها:
- ميدالية الشرف (2015)
- صليب الخدمة المتميزة (الولايات المتحدة) (2003)
- وسام القلب الأرجواني (1996)
- صليب الحرب 1914-1918 (فرنسا) (1918).